# プログリーン
プログリーンとは、アメリカ合衆国で開発された施工式人工芝で、ゴルフ、庭、スポーツグラウンド、ドッグラン、病院、商業施設、集合住宅、学校等での園庭などに使用されている。全ての芝はアメリカ国内で生産されており、鉛成分は含有されていない。

## 設置
ゴルフ用人工芝の場合は、設置箇所の下地をユンボ等を使用して改良し、その上に人工芝を設置するため、一般的に市販されているカーペット形式やタイル形式の人工芝とは工法が異なる。
また、人工芝の芝（パイル）の中にも特殊な粒剤を充填するなど、様々な工法が取り入れられているが、詳しい施工方法や粒剤の種類・配合等は公開されていない。
そのため主に屋外に設置されているが、現在では異なる工法で、バルコニーやベランダ、屋内などにも施工されている。園庭用人工芝の施工方法はこの限りではない。

## 日本国内での扱い
国内では2000年から販売が開始されている。主に個人宅でのゴルフ用人工芝として施工されているが、近年はゴルフ練習場や複合型ゴルフ練習施設といった施工の大型化や、教育機関、ドッグラン、病院、商業施設などの園庭用人工芝の施工が普及している。施工はエリア分けされた地区代理店が行っている。

## その他
「プログリーン」は人工芝および人工芝の施工管理に関する商標登録がされており、同名を使用した類似製品も販売されている。ちなみに、同名の健康食品との関連性はない。

## リンク
- ゴルフ用人工芝プログリーン
- 施工式人工芝プログリーン